# NGC 7582
NGC 7582 is een balkspiraalstelsel in het sterrenbeeld Kraanvogel. Het ligt 69 miljoen lichtjaar van de Aarde verwijderd en werd op 7 juli 1826 ontdekt door de Schotse astronoom James Dunlop.

## Synoniemen
- ESO 291-16
- MCG -7-47-29
- AM 2315-423
- IRAS 23156-4238
- PGC 71001